# مانفرد متزگر
مانفرد متزگر (انگلیسی: Manfred Metzger; ۲۶ مهٔ ۱۹۰۵ – ۱۹۸۶ (۸۰−۸۱ سال)) ورزشکار اهل سوئیس بود.

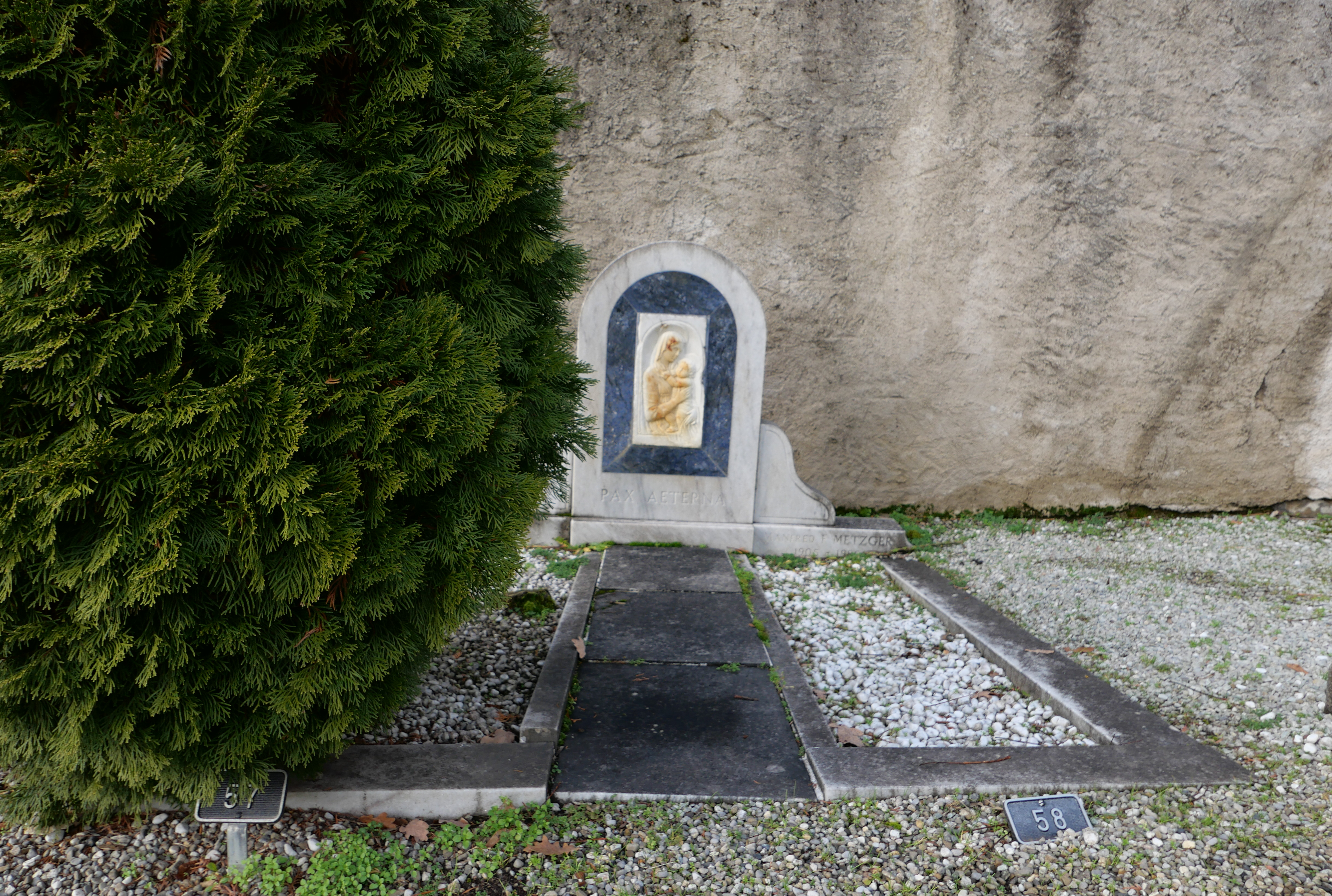
آرامگاه مانفرد متزرگر در سال 2022

وی در مسابقات کشوری و بین‌المللی در مجموع برندهٔ ۱ مدال برنز شده‌است.